# Volta a Llombardia 2017
La Volta a Llombardia 2017, 111a edició de la Volta a Llombardia, es disputà el dissabte 7 d'octubre de 2017, amb un recorregut de 247 km entre Bèrgam i Como. Aquesta va ser la 35a prova de l'UCI World Tour 2017.
El vencedor final fou l'italià Vincenzo Nibali (Bahrain-Merida), que s'imposà en solitari. L'acompanyaren al podi el francès Julian Alaphilippe (Quick-Step Floors) i al també italià Gianni Moscon (Team Sky).

## Equips participants
El 18 equips UCI World Tour són presents en aquesta cursa, així com set equips continentals professionals convidats: 
| WorldTeams (18)- AG2R La Mondiale - Astana - Bahrain-Merida - BMC Racing Team - Bora-Hansgrohe - Cannondale-Drapac - FDJ - Lotto-Soudal - Movistar Team - Orica-Scott - Quick-Step Floors - Dimension Data - Katusha-Alpecin - Lotto NL-Jumbo - Sky - Team Sunweb - Trek-Segafredo - UAE Team Emirates Equips continentals professionals (7)- Androni Giocattoli - Bardiani CSF - Cofidis, Solutions Crédits - Gazprom-RusVelo - Nippo-Vini Fantini - Wilier Triestina-Selle Italia - Direct Énergie |
| |

## Classificació final
| \| Classificació general \| Classificació general \| Classificació general \| Classificació general \| Classificació general \| \| Corredor \| Corredor \| Equip \| Temps \| \| \| --------------------- \| --------------------- \| --------------------------- \| --------------------- \| --------------------- \| \| 1r \| Vincenzo Nibali \| Bahrain-Merida \| 6h 15' 28" \| \| \| 2n \| Julian Alaphilippe \| Quick-Step Floors \| + 28" \| \| \| 3r \| Gianni Moscon \| Team Sky \| + 38" \| \| \| 4t \| Alexis Vuillermoz \| AG2R La Mondiale \| + 38" \| \| \| 5è \| Thibaut Pinot \| FDJ \| + 38" \| \| \| 6è \| Domenico Pozzovivo \| AG2R La Mondiale \| + 38" \| \| \| 7è \| Fabio Aru \| Astana \| + 38" \| \| \| 8è \| Mikel Nieve Iturralde \| Team Sky \| + 40" \| \| \| 9è \| Nairo Quintana Rojas \| Movistar Team \| + 42" \| \| \| 10è \| Serguei Txernetski \| Astana \| + 47" \| \| \| 11è \| Sam Oomen \| Team Sunweb \| + 47" \| \| \| 12è \| Nicolas Roche \| BMC Racing Team \| + 47" \| \| \| 13è \| Egan Bernal Gómez \| Androni-Sidermec-Bottecchia \| + 47" \| \| \| 14è \| Ben Hermans \| BMC Racing Team \| + 47" \| \| \| 15è \| Davide Villella \| Cannondale-Drapac \| + 1' 12" \| \| \| 16è \| Mathias Frank \| AG2R La Mondiale \| + 1' 12" \| \| \| 17è \| Diego Rosa \| Team Sky \| + 1' 12" \| \| \| 18è \| Wilco Kelderman \| Team Sunweb \| + 1' 12" \| \| \| 19è \| Bauke Mollema \| Trek-Segafredo \| + 1' 26" \| \| \| 20è \| Tim Wellens \| Lotto-Soudal \| + 1' 26" \| \| |                       |                             |            |
| |                       |                             |            |
| Font: ProCyclingStats |                       |                             |            |
| Classificació general |                       |                             |            |
| Corredor | Corredor              | Equip                       | Temps      |
| 1r | Vincenzo Nibali       | Bahrain-Merida              | 6h 15' 28" |
| 2n | Julian Alaphilippe    | Quick-Step Floors           | + 28"      |
| 3r | Gianni Moscon         | Team Sky                    | + 38"      |
| 4t | Alexis Vuillermoz     | AG2R La Mondiale            | + 38"      |
| 5è | Thibaut Pinot         | FDJ                         | + 38"      |
| 6è | Domenico Pozzovivo    | AG2R La Mondiale            | + 38"      |
| 7è | Fabio Aru             | Astana                      | + 38"      |
| 8è | Mikel Nieve Iturralde | Team Sky                    | + 40"      |
| 9è | Nairo Quintana Rojas  | Movistar Team               | + 42"      |
| 10è | Serguei Txernetski    | Astana                      | + 47"      |
| 11è | Sam Oomen             | Team Sunweb                 | + 47"      |
| 12è | Nicolas Roche         | BMC Racing Team             | + 47"      |
| 13è | Egan Bernal Gómez     | Androni-Sidermec-Bottecchia | + 47"      |
| 14è | Ben Hermans           | BMC Racing Team             | + 47"      |
| 15è | Davide Villella       | Cannondale-Drapac           | + 1' 12"   |
| 16è | Mathias Frank         | AG2R La Mondiale            | + 1' 12"   |
| 17è | Diego Rosa            | Team Sky                    | + 1' 12"   |
| 18è | Wilco Kelderman       | Team Sunweb                 | + 1' 12"   |
| 19è | Bauke Mollema         | Trek-Segafredo              | + 1' 26"   |
| 20è | Tim Wellens           | Lotto-Soudal                | + 1' 26"   |